# Villers-Vermont
Villers-Vermont is een gemeente in het Franse departement Oise (regio Hauts-de-France) en telt 121 inwoners (2009). De plaats maakt deel uit van het arrondissement Beauvais.

## Geografie
De oppervlakte van Villers-Vermont bedraagt 6,8 km², de bevolkingsdichtheid is dus 17,8 inwoners per km².
De onderstaande kaart toont de ligging van Villers-Vermont met de belangrijkste infrastructuur en aangrenzende gemeenten.

## Demografie
Onderstaande figuur toont het verloop van het inwonertal (bron: INSEE-tellingen).